# タランタ・ペリーニャ
タランタ・ペリーニャ（イタリア語: Taranta Peligna）は、イタリア共和国アブルッツォ州キエーティ県にある、人口約400人の基礎自治体（コムーネ）。

## 地理

### 位置・広がり

#### 隣接コムーネ
隣接するコムーネは以下の通り。
- コッレディマーチネ
- ラーマ・デイ・ペリーニ
- レットパレーナ
- パレーナ
- カーゾリ
- ロッカラーゾ